# موسم (ريمة)

تعديل مصدري - تعديل

قرية موسم  هي إحدى قرى عزلة القرصب الواقعة ضمن مديرية كسمة التابعة لمحافظة ريمة، بلغ تعداد سكانها (561) نسمة حسب تعداد اليمن لعام 2004.

## المحلات التابعة للقرية
- حصب
- بيت الشاوش
- معسه
- مقلد
- لكمه
- العرقة
- خنسه
- المساب السافل
- الجشيبي
- المساب العالي
- وزيم العالي
- وزيم السافل

## روابط خارجية
- الدليل الشامــل